# Karl von Prager
Karl von Prager (Warmensteinach, 23 ottobre 1875 – Horn, 31 gennaio 1959) è stato un generale tedesco della Wehrmacht durante la seconda guerra mondiale.

## Biografia

### I primi anni e la carriera militare
Karl era figlio di Heinrich von Prager e di sua moglie, Ernestine Kroher. Sposò Friedl Spitzweg.
Prager si diplomò al Neue Gymnasium di Bamberga nel 1893. In seguito, il 14 luglio, 1894, entrò nell'esercito bavarese venendo destinato all'11º reggimento di fanteria. Dal 1º marzo 1895 al 6 febbraio 1896, venne inviato alla scuola militare di Monaco e promosso sottotenente il 27 febbraio. Completò un corso di addestramento per pionieri nel giugno 1899 e fu mandato alla scuola di tiro a segno militare nel maggio 1900. Il 1º ottobre 1901 venne trasferito al comando del distretto di Ratisbona, dove venne nominato aiutante. Successivamente, dal 1º ottobre 1903 al 30 settembre 1906, Prager venne assegnato all'accademia di guerra che gli conferì quindi la qualifica valida per lo stato maggiore. Il 28 ottobre 1905, venne promosso tenente. Dopo un breve periodo di servizio nella truppa, il 1º ottobre 1907, Prager venne assegnato all'ufficio centrale dello stato maggiore a Berlino ove rimase sino al 30 settembre 1910. Nel frattempo, il 22 aprile 1910, Prager venne promosso al rango di capitano. Dal 26 marzo 1911 al 22 gennaio 1913 fu allora nello Stato Maggiore del 1º Corpo d'Armata. Prager lavorò poi nello Stato Maggiore della Fortezza di Germersheim fino al 18 marzo 1914, dove elaborò un progetto per la costruzione di nuovi rinforzi. Tornò quindi in servizio attivo nella 10ª compagnia del 2º reggimento di fanteria.

### La prima guerra mondiale
Con la compagnia di cui era al comando, allo scoppio della prima guerra mondiale, condusse i suoi uomini nelle battaglie di Badonviller e Cirey sul fronte occidentale, in Francia. Prager lasciò il suo reggimento il 16 agosto 1914 e venne trasferito allo Stato maggiore del 1º corpo d'armata. Qui prese parte alle battaglie di Saarburg, Metz, Nancy ed Épinal ed alla battaglia della Somme. Il 23 ottobre 1914 fu trasferito presso lo staff del Quartiermastro generale presso la sede centrale dell'esercito. Alla vigilia di Natale di quello stesso anno, Prager divenne il primo ufficiale di stato maggiore della neonata 79ª divisione di riserva prussiana. In questa veste fu promosso a maggiore l'11 gennaio 1915, combatté nella battaglia invernale in Masuria e fu ferito l'8 febbraio 1915. Dopo un periodo di ricovero in ospedale, Prager fu assegnato allo Stato Maggiore del Governatorato di Ulma ed il 6 marzo 1915 fu nominato Primo Ufficiale di Stato Maggiore della nuova 52ª divisione prussiana. Con questa formazione prese parte alle battaglie nell'Artois del maggio 1915 e nell'estate di quello stesso anno giocò un ruolo importante negli successivi scontri lungo la Somme. Il 3 agosto 1916 Prager venne rimosso dal suo incarico e trasferito allo stato maggiore del comando della 6ª armata. Dopo la guerra di trincea ad Artois e nelle Fiandre, nonché sul fronte Sigfried, Prager venne promosso primo ufficiale di stato maggiore il 1º giugno del 1917. Per i suoi servizi durante la battaglia primaverile di Arras, nella terza battaglia delle Fiandre e nella battaglia di Cambrai, Prager ricevette la croce di cavaliere dell'Ordine militare di Massimiliano Giuseppe il 30 novembre 1917, ottenendo la nobiltà ad esso collegata. Guglielmo II lo onorò per il particolare servizio prestato a Cambrai il 23 dicembre 1917 con l'assegnazione del più alto riconoscimento al valore prussiano, l'ordine Pour le Mérite.
Nel 1918 Prager venne coinvolto nei combattimenti dell'offensiva primaverile tedesca, nelle battaglie sul Lys e sul Kemmel, prima di organizzare il ritorno del gruppo dell'esercito dalla posizione di Anversa-Maas dopo l'armistizio di Compiègne.

### La repubblica di Weimar
Dopo la smobilitazione generale dell'esercito tedesco, Prager venne trasferito all'ufficio centrale dello Stato maggiore all'inizio di febbraio del 1919 ed a metà del mese venne assegnato al quartier generale di Kolberg come rappresentante militare bavarese. Il 16 aprile 1919, Prager venne accettato nel Reichswehr e nominato capo di stato maggiore generale del comando 4º gruppo d'armate del Reichswehr. In questa funzione venne coinvolto nella soppressione della Repubblica Sovietica di Monaco. Il 18 dicembre 1920, Prager venne promosso al grado di tenente colonnello e come tale il 1º febbraio 1921 divenne comandante del 19º reggimento di fanteria. Nel frattempo, Prager divenne membro della commissione che redasse il primo nucleo di leggi che costituì in seguito la base giuridica del Reichswehr.
Dal 15 giugno 1921 al 31 marzo 1922 lavorò nello staff del suo reggimento e fu poi trasferito al Ministero della Reichswehr a Berlino come capo del dipartimento di addestramento dell'esercito (T4). In questa nuova veste venne promosso al grado di colonnello il 1 luglio 1922. Prager si dimise quindi il 1º febbraio 1925 e divenne comandante del 19º reggimento di fanteria. Dopo due anni di servizio lasciò il reggimento, venendo promosso maggiore generale e nominato ispettore di fanteria per conto del ministero della Reichswehr. Il 1º febbraio 1929 venne promosso tenente generale e si ritirò dal servizio militare attivo il 31 gennaio 1931 col grado di generale di fanteria.

### La seconda guerra mondiale
Prima dell'inizio della seconda guerra mondiale, Prager venne ammesso nella Wehrmacht il 26 agosto 1939. Sino al 5 novembre 1939 prestò servizio come comandante generale del XXVII. Armeekorps e poi come Comandante Generale del XXV. Armeekorps. In questa posizione, Prager venne coinvolto in una serie di combattimenti nell'area dell'Alto Reno e ricevette un nuovo brevetto per il grado che già ricopriva. Il 30 aprile 1942 venne sollevato dal suo incarico, trasferito nella riserva ed infine pensionato il 30 giugno 1942.
Dopo il pesante raid aereo su Monaco del luglio del 1944, Prager decise di trasferirsi definitivamente a Horn, dove morì nel 1959.